# Dolicharthria signatalis
Dolicharthria signatalis is een vlinder uit de familie van de grasmotten (Crambidae), uit de onderfamilie van de Spilomelinae. De wetenschappelijke naam van deze soort is voor het eerst voorgesteld als Stenia signatalis door Philipp Christoph Zeller in een publicatie uit 1852.
De soort komt voor in Zuid-Afrika.